# Kazuyoshi Matsunaga
Kazuyoshi Matsunaga (松永 一慶 Matsunaga Kazuyoshi?), född 13 november 1977 i Oita prefektur, är en japansk före detta fotbollsspelare.
Matsunaga började sin karriär 1996 i Sanfrecce Hiroshima. 2000 flyttade han till Avispa Fukuoka.